# You were.../BALLAD
「You were.../BALLAD」（ユー・ワー/バラッド）及び「BALLAD/You were...」（バラッド/ユー・ワー）は、日本の歌手・浜崎あゆみの47thシングル。2009年12月29日にavex traxより発売。

## 解説
前作「Sunrise/Sunset 〜LOVE is ALL〜」から約4ヶ月振りの発売となる両A面シングル。
「You were.../BALLAD」は「CD+DVD」「CDのみ」、「BALLAD/You were...」は「CD+DVD」の計3形態。3形態の違いは、CD、DVDの収録内容とジャケット等である（次項参照）。
初回盤のみ「きせかえジャケットカード」封入。
初登場1位、初動銷量:10万枚       累計売上11.8万枚。

## 製作背景
「You were...」は、12月23日公開のディズニー映画「ティンカー・ベルと月の石」のイメージソングとしてのタイアップが付いており、今回の主題歌起用について浜崎は「世界中の多くの人から愛されている作品に関わることができ、とても光栄です。映画と共に私の楽曲も楽しんで頂ければ、と思います。」とのコメントを寄せている
。
「BALLAD」は2010年1月2日より放送の日中共同制作のNHKドラマ『蒼穹の昴』主題歌としてのタイアップが付いており、浜崎自身としては、NHKドラマでの主題歌起用は初の事であり、浜崎はこの事について「今回、この主題歌のお話を頂き、壮大で大陸的な映画音楽のような世界観を意識しながら創りました。ドラマと共に男女問わず、幅広い年齢層の方々に聴いて頂き、それぞれのいろいろな解釈で楽しんで頂きたいです。また、この曲が日本や中国をはじめ、多くの国々で長く愛されることを願っています。」とコメントを寄せている。

## 収録曲
全曲作詞：ayumi hamasaki

### 「You were.../BALLAD」
CD
1. You were... （Original mix）[4:48]
作曲：Kazuhiro Hara / 編曲：HΛL
映画『ティンカー・ベルと月の石』イメージソング
MTI「music.jp」TV-CFソング
2. BALLAD （Original mix）[5:21]
作曲：D･A･I / 編曲：Yuta Nakano
日中共同制作 NHKドラマ『蒼穹の昴』主題歌
3. RED LINE 〜for TA〜 （Original mix）[4:26]
作曲：Tetsuya Yukumi / 編曲：Yuta Nakano
制作者の意図により歌詞が掲載されていない(11thアルバム「Rock'n'Roll Circus」以降の作品には掲載されている)。
4. You were... （Music Box mix -retake version-） [5:08]
編曲：Yuta Nakano
「BALLAD/You were...」には収録されていない。
5. Sunset 〜LOVE is ALL〜 （Orchestra version） [6:00]
編曲：Tatsuya Murayama
ジャケットC(AVCD-31801)のみの収録。
6. You were... （Original mix -Instrumental-） [4:47]
7. BALLAD （Original mix -Instrumental-） [5:20]
8. RED LINE 〜for TA〜 （Original mix -Instrumental-） [4:27]

DVD
1. You were... (video clip)
2. BALLAD (video clip)
3. You were... (making clip)

### 「BALLAD/You were...」
CD
1. BALLAD... （Original mix） [5:21]
2. You were... （Original mix） [4:47]
3. RED LINE 〜for TA〜 （Original mix） [4:26]
4. Sunset 〜LOVE is ALL〜 （Orchestra version） [6:00]
5. You were... （Original mix -Instrumental-） [4:47]
6. BALLAD （Original mix -Instrumental-） [5:20]
7. RED LINE 〜for TA〜（Original mix -Instrumental-） [4:26]

DVD
1. BALLAD (video clip)
2. You were... (video clip)
3. BALLAD (making clip)

## 収録アルバム
- You were...
  - 『Rock'n' Roll Circus』
  - 『WINTER BALLAD SELECTION』
  - 『ANIME & GAME SELECTION』
  - 『A BALLADS 2』
- BALLAD
  - 『Rock'n' Roll Circus』
  - 『A THEME SONGS -Drama edition-』[9]
  - 『A BALLADS 2』
- RED LINE 〜for TA〜
  - 『Rock'n' Roll Circus』(アルバムバージョン)

## 収録ライブ映像
- You were...
  - 『ayumi hamasaki COUNTDOWN LIVE 2009-2010 A 〜Future Classics〜』
    - 『A 50 SINGLES 〜LIVE SELECTION〜』

  - 『ayumi hamasaki ARENA TOUR 2016 A 〜M(A)DE IN JAPAN〜』
    - 『A BALLADS 2』
- BALLAD
  - 『ayumi hamasaki Rock'n'Roll Circus Tour FINAL 〜7days Special〜』
    - 『A BALLADS 2』
- RED LINE 〜for TA〜
  - 『ayumi hamasaki COUNTDOWN LIVE 2009-2010 A 〜Future Classics〜』
  - 『TA LIMITED LIVE TOUR 2016』(ayumi hamasaki UNRELEASED LIVE BOX A)